# بخش آیوو
بخش آیوو (به لاتین: Aiwo District) یک منطقهٔ مسکونی در نائورو است که در نائورو واقع شده‌است. بخش آیوو ۱٫۱ کیلومتر مربع مساحت و ۱٬۲۲۰ نفر جمعیت دارد و ۲۶ متر بالاتر از سطح دریا واقع شده‌است.